# On-Board-Unit
On-Board Unit (OBU) ist der englische Begriff für elektronische Fahrzeugeinrichtungen, die meistens computerbasiert sind und wichtige interne Steuerfunktionen haben. Häufig wird eine funkbasierte Kommunikation mit anderen mobilen oder stationären Gegenstellen unterhalten. Die OBU selbst kann als Transponder arbeiten, d. h. der Datenaustausch findet automatisch und nur auf Anforderung eines der beteiligten Geräte statt.
Beispiele:
- Air Traffic Control in der zivilen Luftraumüberwachung.
- Automatic Identification System zur Sicherung im Seeverkehr.
- OBU als wesentlicher Bestandteil der Triebfahrzeuge im Zugbeeinflussungssystem European Train Control System (ETCS), siehe European Vital Computer.
- Freund-Feind-Erkennung in der militärischen Luftfahrt.
- On-Board-Unit (Mautsystem) zur Abrechnung von Mautgebühren (Lkw-Maut).[2]
- Traffic Alert and Collision Avoidance System zur Vermeidung von Kollisionen im Luftverkehr.
- On-Board-Unit in Verkehrsfahrzeugen zum Empfang von Ampelschalt-Zeitpunkten[3][4][5]